# Gran Premio d'Olanda 1952
Il Gran Premio d'Olanda 1952 è stata la settima prova della stagione 1952 del campionato mondiale di Formula 1. La gara si è tenuta domenica 17 agosto sul circuito di Zandvoort ed è stata vinta dall'italiano Alberto Ascari su Ferrari, al settimo successo in carriera; Ascari ha preceduto all'arrivo i suoi compagni di squadra, i connazionali Nino Farina e Luigi Villoresi.
Grazie alla vittoria del Gran Premio, Ascari ha stabilito il nuovo record di vittorie (7) nella storia della Formula 1, staccando il pilota argentino campione del mondo Juan Manuel Fangio, a quota 6 successi. Per il pilota italiano è inoltre il terzo Grand Chelem (pole position, giro veloce e vittoria del Gran Premio conducendo tutti i giri in testa) e il secondo consecutivo in carriera in Formula 1.

## Vigilia

### Aspetti tecnici
Il circuito utilizzato per questo Gran Premio è quello di Zandvoort, una pista permanente ubicata nell'omonimo comune nederlandese la cui gara inaugurale si è tenuta nell'agosto 1948. Il tracciato, lungo 4 193 m, si snoda attraverso 14 curve, 9 a destra e 5 a sinistra, e si percorre in senso orario.

### Aspetti sportivi

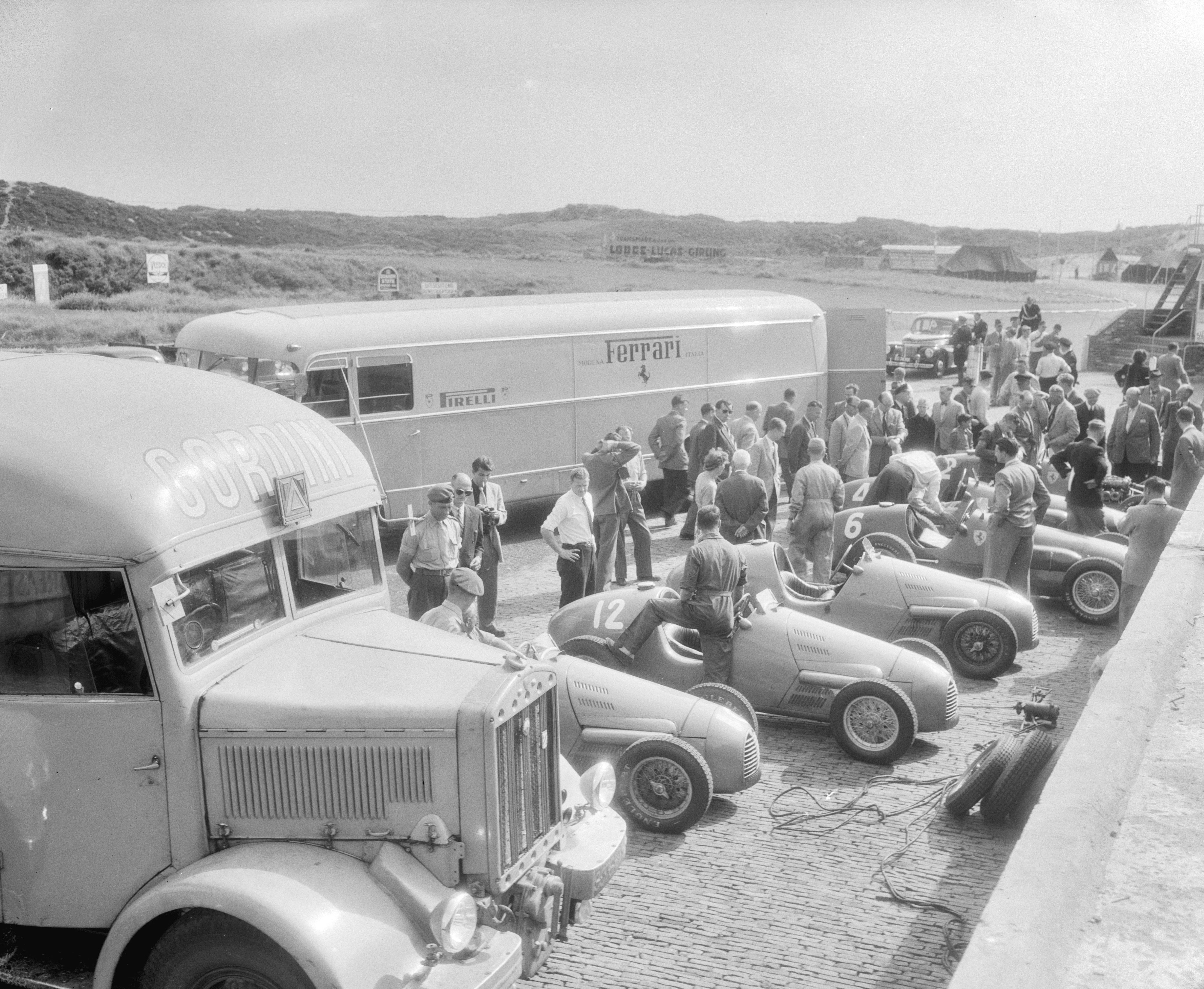
Alcune delle Ferrari e delle Gordini partecipanti alla gara

Il Gran Premio rappresenta il settimo appuntamento stagionale a distanza di due settimane dalla disputa del Gran Premio di Germania, sesta gara del campionato. La tappa nederlandese si corre dopo il Gran Premio del Comminges, una gara extra calendario di Formula 2 corsa domenica 10 agosto sul circuito di Saint-Gaudens, in Francia. Il Gran Premio d'Olanda risulta essere l'unica gara debuttante nella stagione 1952 e la decima denominazione utilizzata in totale nel campionato mondiale, mentre il circuito sulla quale si disputa, quello di Zandvoort, diventa il secondo tracciato debuttante nel corso di questa stagione dopo il circuito di Rouen-Les Essarts e l'undicesimo in totale a ospitare una gara valida per il campionato mondiale di Formula 1. Questa pista è stata tuttavia già teatro di alcuni Gran Premi extra calendario, ovvero quelli di Zandvoort del 1948 e del 1949 e quelli d'Olanda del 1950 e del 1951.
Tra le squadre ufficiali alla gara prendono parte la Scuderia Ferrari, con tre 500 guidate da Alberto Ascari, Nino Farina e Luigi Villoresi, il quale sostituisce per questa gara Piero Taruffi, l'Equipe Gordini, con tre T16 guidate da Robert Manzon, Maurice Trintignant e Jean Behra, la HW Motors, con i piloti Duncan Hamilton, Lance Macklin e Dries van der Lof, e la English Racing Automobiles, con Stirling Moss al volante di una ERA G.
Tra le squadre privare sono presenti la Scuderia Franera, con Ken Wharton a bordo di una Frazer-Nash FN48, la Écurie Belge, con Paul Frère su una Simca-Gordini T15, la Écurie Francorchamps, con Charles de Tornaco al volante di una Ferrari 500, e la Escuderia Bandeirantes, con tre Maserati A6GCM guidate da Gino Bianco, Chico Landi e Jan Flinterman.
Tra i piloti privati sono presenti Ken Downing su una Connaught A e Mike Hawthorn su una Cooper T20.

## Qualifiche

### Risultati
Nella sessione di qualifica si è avuta questa situazione:
| Pos | Nº | Pilota              | Costruttore           | Tempo  | Griglia |
| --- | -- | ------------------- | --------------------- | ------ | ------- |
| 1   | 2  | Alberto Ascari      | Ferrari               | 1'46"5 | 1       |
| 2   | 4  | Nino Farina         | Ferrari               | 1'48"6 | 2       |
| 3   | 32 | Mike Hawthorn       | Cooper-Bristol        | 1'51"6 | 3       |
| 4   | 6  | Luigi Villoresi     | Ferrari               | 1'51"8 | 4       |
| 5   | 12 | Maurice Trintignant | Gordini               | 1'53"0 | 5       |
| 6   | 8  | Jean Behra          | Gordini               | 1'54"5 | 6       |
| 7   | 34 | Ken Wharton         | Frazer-Nash-Bristol   | 1'54"7 | 7       |
| 8   | 10 | Robert Manzon       | Gordini               | 1'54"8 | 8       |
| 9   | 26 | Lance Macklin       | HWM-Alta              | 1'55"2 | 9       |
| 10  | 28 | Duncan Hamilton     | HWM-Alta              | 1'55"8 | 10      |
| 11  | 14 | Paul Frère          | Simca-Gordini-Gordini | 1'58"2 | 11      |
| 12  | 18 | Gino Bianco         | Maserati              | 1'58"2 | 12      |
| 13  | 22 | Ken Downing         | Connaught-Lea-Francis | 1'58"6 | 13      |
| 14  | 30 | Dries van der Lof   | HWM-Alta              | 1'59"4 | 14      |
| 15  | 20 | Jan Flinterman      | Maserati              | 2'01"8 | 15      |
| 16  | 16 | Chico Landi         | Maserati              | 2'02"1 | 16      |
| 17  | 24 | Charles de Tornaco  | Ferrari               | 2'03"7 | 17      |
| 18  | 36 | Stirling Moss       | ERA-Bristol           |        | 18      |

## Gara

### Resoconto

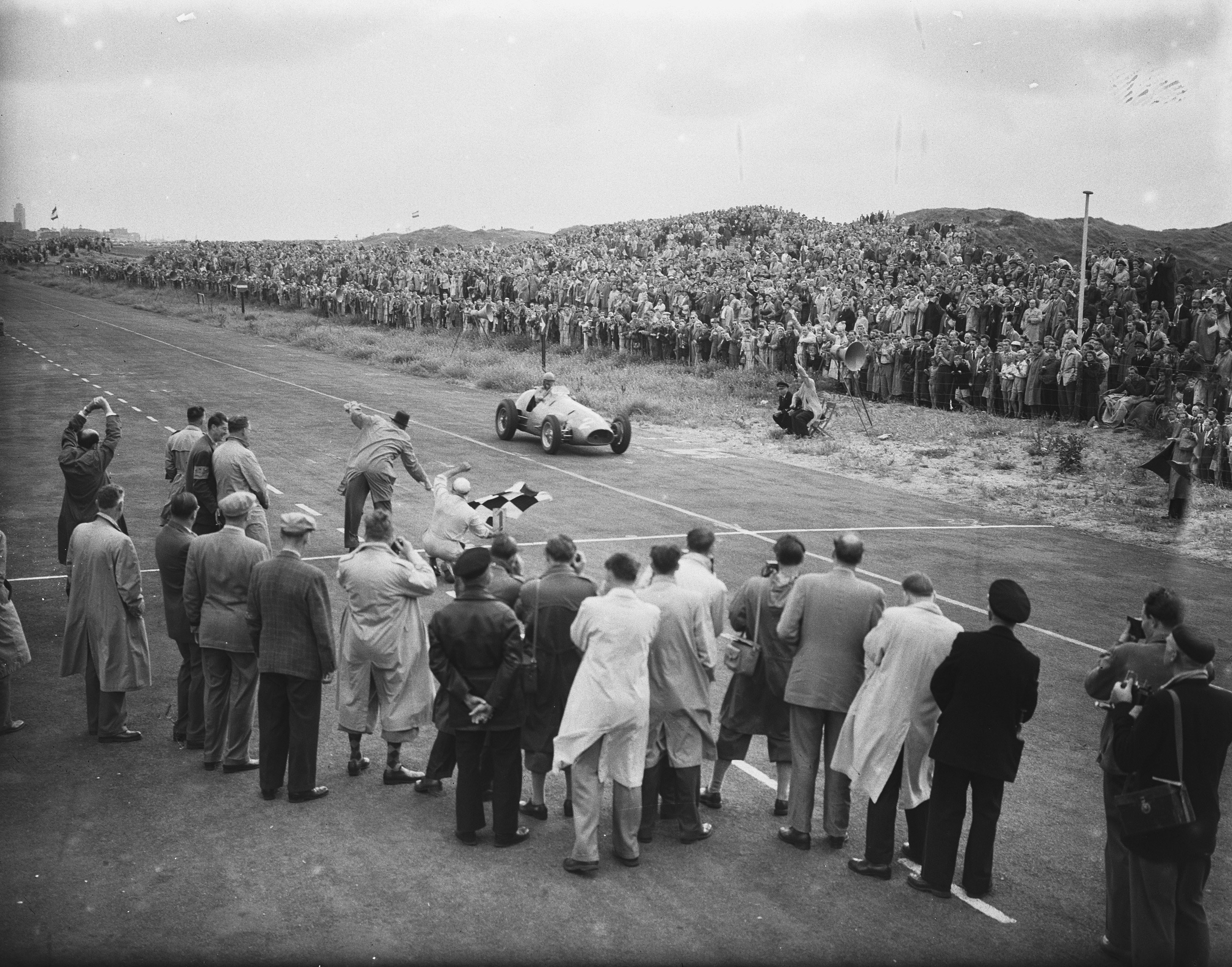
Alberto Ascari al termine della gara, la quinta vinta consecutivamente

Mike Hawthorn ha combattuto per i primi cinque giri con le Ferrari, fino a quando queste ultime si sono fissate stabilmente nelle prime posizioni: Alberto Ascari ha condotto i compagni di squadra Nino Farina e Luigi Villoresi fino al termine della gara, lasciando al britannico solo il quarto posto. L'ultimo pilota a conquistare i punti è il francese Robert Manzon su Gordini, un giro indietro rispetto a Hawthorn. Stirling Moss, partito diciottesimo, aveva recuperato fino alla settima posizione; tuttavia ha dovuto ritirarsi per un problema al motore.
Il secondo posto di Farina gli ha permesso di scavalcare l'assente Piero Taruffi nel mondiale piloti, mentre Mike Hawthorn si è portato in quinta posizione a pari punti con l'elvetico Rudi Fischer, anch'egli assente al Gran Premio d'Olanda.
La Ferrari ottiene la sua 3ª tripletta nel mondiale di Formula 1.

### Risultati
I risultati del Gran Premio sono i seguenti:
| Pos | Nº | Pilota                     | Costruttore           | Giri | Tempo/Ritiro           | Griglia | Punti |
| --- | -- | -------------------------- | --------------------- | ---- | ---------------------- | ------- | ----- |
| 1   | 2  | Alberto Ascari             | Ferrari               | 90   | 2h53'28"5              | 1       | 9     |
| 2   | 4  | Nino Farina                | Ferrari               | 90   | +40"1                  | 2       | 6     |
| 3   | 6  | Luigi Villoresi            | Ferrari               | 90   | +1'34"4                | 4       | 4     |
| 4   | 32 | Mike Hawthorn              | Cooper-Bristol        | 88   | +2 giri                | 3       | 3     |
| 5   | 10 | Robert Manzon              | Gordini               | 87   | +3 giri                | 8       | 2     |
| 6   | 12 | Maurice Trintignant        | Gordini               | 87   | +3 giri                | 5       |       |
| 7   | 28 | Duncan Hamilton            | HWM-Alta              | 85   | +5 giri                | 10      |       |
| 8   | 26 | Lance Macklin              | HWM-Alta              | 84   | +6 giri                | 9       |       |
| 9   | 16 | Chico Landi Jan Flinterman | Maserati              | 83   | +7 giri                | 16      |       |
| Rit | 34 | Ken Wharton                | Frazer-Nash-Bristol   | 76   | Cuscinetto della ruota | 7       |       |
| Rit | 36 | Stirling Moss              | ERA-Bristol           | 73   | Motore                 | 18      |       |
| NC  | 30 | Dries van der Lof          | HWM-Alta              | 70   | +20 giri               | 14      |       |
| Rit | 22 | Ken Downing                | Connaught-Lea-Francis | 27   | Pressione dell'olio    | 13      |       |
| Rit | 24 | Charles de Tornaco         | Ferrari               | 19   | Motore                 | 17      |       |
| Rit | 14 | Paul Frère                 | Simca-Gordini-Gordini | 15   | Cambio                 | 11      |       |
| Rit | 8  | Jean Behra                 | Gordini               | 10   | Impianto elettrico     | 6       |       |
| Rit | 20 | Jan Flinterman             | Maserati              | 7    | Differenziale          | 15      |       |
| Rit | 18 | Gino Bianco                | Maserati              | 4    | Trasmissione           | 12      |       |

Alberto Ascari riceve un punto addizionale per aver segnato il giro più veloce della gara.

## Classifica mondiale
| Pos | Pilota              | Punti   |
| --- | ------------------- | ------- |
| 1   | Alberto Ascari      | 36 (45) |
| 2   | Nino Farina         | 24      |
| 3   | Piero Taruffi       | 22      |
| 4   | Rudi Fischer        | 10      |
| =   | Mike Hawthorn       | 10      |
| 6   | Robert Manzon       | 9       |
| 7   | Troy Ruttman        | 8       |
| 8   | Jim Rathmann        | 6       |
| =   | Jean Behra          | 6       |
| 10  | Sam Hanks           | 4       |
| =   | Luigi Villoresi     | 4       |
| 12  | Duane Carter        | 3       |
| =   | Ken Wharton         | 3       |
| =   | Dennis Poore        | 3       |
| 15  | Alan Brown          | 2       |
| =   | Maurice Trintignant | 2       |
| =   | Eric Thompson       | 2       |
| =   | Art Cross           | 2       |
| =   | Paul Frère          | 2       |
| 20  | Bill Vukovich       | 1       |